# Глюки (фильм)
«Глю́ки» (англ. Bug) — американский триллер 2006 года с элементами чёрного юмора, поставленный режиссёром Уильямом Фридкиным по одноимённой пьесе драматурга Трейси Леттса. Главные роли исполнили Майкл Шеннон, до того игравший ту же самую роль в спектакле, и Эшли Джадд.

## Сюжет
Фильм начинается со сцены в мотеле. В номере Агнес Уайт (Эшли Джадд) несколько раз звонит телефон, но каждый раз, когда она снимает трубку, никто не отвечает. Она думает, что это её бывший бойфренд Джерри Госс, только что вышедший из тюрьмы, но она не может это проверить. Затем она идёт на работу в бар, где её лучшая подруга Ар Си (Линн Коллинз) предлагает ей познакомиться с неким молодым человеком.
Вечером того же дня Ар Си и молодой человек, которого зовут Питер Эванс (Майкл Шеннон), приходят в номер к Агнес. Питер ведёт себя застенчиво, в то время как подруги расслабляются алкоголем и кокаином. Ар Си уходит, а Агнес и Питер гуляют рядом с мотелем и разговаривают. Агнес предлагает Питеру остаться на ночь. Ночью Питер испытывает боль в зубе, потом ему слышится звук пропеллера вертолёта.
Утром Агнес обнаруживает в душе Джерри (Гарри Конник-младший). Он ругается с Агнес. Чуть позже приходит Питер, но не оказывает какого-то сопротивления Джерри. Джерри уходит, но обещает вернуться. После этого Агнес рассказывает Питеру о Джерри и о том, что их сын пропал несколько лет назад, когда Агнес взяла его в магазин.
Питер остаётся ещё на одну ночь, потому что Агнес боится Джерри. Этой ночью они занимаются сексом. В середине ночи Питер просыпается и включает свет, говоря, что его укусил жук. После поисков он находит на кровати жука и показывает его Агнес, но она ничего не видит. Питер обшаривает кровать в поисках других жуков, а затем говорит, что за ним ведётся слежка. Он одевается и уходит из мотеля, несмотря на просьбы Агнес остаться. Вскоре Питер возвращается и рассказывает, что во время службы в армии над ним проводили жестокие эксперименты. Он говорит, что он мог чем-нибудь заразить Агнес, поскольку они занимались сексом.
На следующий день Питер развесил по всей комнате липкие ленты. Он взял из своего пальца пробу крови и изучал её под микроскопом. В этот момент в комнату входит Джерри и начинает разговор с Питером. Чуть позже приходят Агнес и Ар Си и прогоняют Джерри. Питер рассказывает, что нашёл в своей крови жуков и что в крови Агнес они тоже есть. Ар Си ему не верит, тогда Питер снимает футболку и показывает ссадины на своём торсе. Ар Си сообщает, что Питера разыскивал доктор Суит, и предлагает Агнес переехать к ней. Она жалеет, что вообще познакомила Агнес и Питера. Агнес даёт Ар Си пощёчину и прогоняет из номера.
Ночью на теле Агнес тоже можно обнаружить ссадины. Питер в какой-то момент говорит, что в его тело вживили жуков в ходе эксперимента, а в зубе находятся яйца жуков. Он клещами выдирает несколько зубов.
Когда к номеру приходит доктор Суит (Брайан Ф. О`Берн). К этому времени стены номера выложены фольгой. Когда Агнес открывает дверь, в номер врывается стоявший рядом Джерри, но Суит предлагает ему подождать снаружи. Попутно Суит спрашивает у Агнес, можно ли ему закурить, и Агнес сообщает. что вокруг стоят канистры с бензином. Суит сообщает Агнес, что Питер — параноик и шизофреник и его нужно лечить. Агнес не верит ему, считая, что он хочет забрать Питера для продолжения экспериментов. В это время из ванной комнаты выходит Питер, весь в крови и с ножом. Суит достаёт шприц, держа его за спиной, но когда он хочет сделать Питеру укол, тот бьёт Суита ножом в живот, а затем добивает его.
Питер объясняет Агнес, что Суит — робот, посланный военными, а затем разворачивает целую теорию о микрочипах, массово вживляемых в тело людей. Агнес соглашается и добавляет, что поняла, что её сын был похищен военными. Затем они додумывают, что Ар Си — агент военных и что она специально их познакомила для продолжения эксперимента. Агнес и Питер чувствуют, что комната начинает трястись, и слышат гул вертолётов. Джерри пытается проникнуть в комнату, но Агнес закладывает дверь матрасом. В приступе безумия Питер и Агнес разливают по номеру бензин, раздеваются догола и обливают бензином друг друга, а затем поджигают бензин. Комната сгорает дотла.

## В ролях
| Актёр                | Роль        |
| -------------------- | ----------- |
| Майкл Шеннон         | Питер Эванс |
| Эшли Джадд           | Агнес Уайт  |
| Гарри Конник-младший | Джерри      |
| Линн Коллинз         | Ар Си       |
| Брайан Ф. О’Берн     | Суит        |

## Русский дубляж
На русский язык фильм был дублирован студией «Мосфильм-Мастер» в 2007 году. Режиссёр дубляжа — Всеволод Кузнецов.
| Актёр дубляжа      | Роль        |
| ------------------ | ----------- |
| Константин Карасик | Питер Эванс |
| Рамиля Искандер    | Агнес Уайт  |
| Сергей Бурунов     | Джерри      |
| Татьяна Шитова     | Ар Си       |
| Владимир Зайцев    | Суит        |

## Номинации
- 2006 ФИПРЕССИ